# Faizabad (Distrikt in Afghanistan)
Faizabad (Paschtu/Dari: فیض‌آباد) ist ein Distrikt in der afghanischen Provinz Badachschan. Im Jahr 2005 wurden mehrere Teile des Distrikts unterteilt, um mehrere neue Distrikte innerhalb der Provinz zu schaffen. Die Hauptstadt des Distrikts heißt auch Faizabad. Die Einwohnerzahl beträgt 80.390 (Stand: 2022).
Der Distrikt grenzt im Norden an den Distrikt Kuhestan, im Osten an den Distrikt Arghanj Khwa, im Süden an den Distrikt Argu und im Westen an den Distrikt Yafta-e Sufla.